# Beaver (banda)
Beaver fue una banda neerlandesa de rock formada en 1988 en la ciudad de Ámsterdam. Tienen sencillos conocidos como "Tarmac", "Magic 7", "On Parade", "A Premonition", "Infinity's Blacksmith" y "Enter the Treasury".

## Historia
Es conocida en Países Bajos y en el continente Europeo ya que fue una de las bandas representativas del stoner rock de los años 80, Ha colaborado con bandas de su gira como The Obsessed, Kyuss y con el vocalista de la banda estadounidense, Rollins Band, Henry Rollins. en 1998 la banda Queens of the Stone Age colaboró en un Split con la banda que incluye 4 sencillos (2 de Queens of the Stone Age y 2 de Beaver) Fue Producida por la Compañía Discográfica Man's Ruin Records.
El grupo hizo una reunión parcial en el 2011 tocando en vivo con Sunn O))) en el Festival "Roadburn" en Países Bajos.

## Integrantes

### Exintegrantes
- Roel Schoenmakers - vocales, guitarra (? - ?)
- Thomas Nieuwenhuize - guitarra (1990 - 1992, 2000)
- Eva Nahon - batería (? - ?)
- Milo Beenhakker - bajo (1992 - ?)
- Guy Pinhas - bajo (1991 - 1992, 2000)
- Joszja de Weerdt - guitarra (1992 - 2000)
- Klaas Kuitenbrouwer - bajo (1988 - 1991)

## Discografía

### Álbumes de estudio
- 1996: "13aver"
- 1997: "The Difference Engine": (producción de Josh Homme)[2]
- 2001: "Mobile"

### EP
- 1998: "The Split CD": (en colaboración con Queens of the Stone Age)[3]
- 1999: "Lodge"

### Recopilaciones
- 1997: "Burn One Up!"
- 1998: "Stoned (R)evolution: The Ultimate Trip"
- 1999: "Stone Deaf Forever"
- 2000: "After School Special: A Man's Ruin Sampe"r